# 路傍のフジイ
『路傍のフジイ』（ろぼうのフジイ）は、鍋倉夫による日本の漫画。『週刊ビッグコミックスピリッツ』（小学館）において、2023年24号から連載中。「このマンガがすごい!2025」オトコ編では5位に、「マンガ大賞2025」では2位に選出された。

## 沿革
2023年5月15日発売の『週刊ビッグコミックスピリッツ』（小学館）2023年24号で連載が開始した。

## 登場人物
藤井 守（ふじい まもる）
40代独身で非正規雇用の男性社員。無表情で存在感が薄く、同僚からはつまらない人間だと思われている。様々な趣味をもち、世間の価値観に囚われずマイペースに暮らしている。幼少期から誰に対しても敬語で接している。
田中（たなか）
藤井と同僚の若手男性社員。独身であり、将来に漠然とした不安を感じている。藤井のような人間にはなりたくないと思っていたが、藤井の内面を知ってからは藤井と友人になる。
石川（いしかわ）
藤井と同僚の若手女性社員。美人だが、アニメが好きで他人にはあまり心を開かない。元風俗嬢で、パパ活をしている。常に自然体で過ごす藤井に興味を抱き、藤井と友人になる。

## 作風とテーマ
本作は藤井の同僚やかつての友人など、藤井の周囲にいる人々の視点で進行し、藤井が語り手となることはない。作中では、藤井の周囲の人々が藤井の生き様に感化され、自らの価値観を見直していく様子が描かれる。劇的な展開や明確なオチは基本的に描かれない。

## 評価
ライターのキットゥン希美は、本作は「誰かの価値観に乗っかって生きることを否定して、自分の人生を生きることの大切さを描いた作品」だと評している。ライターの伊藤和弘は、「幸せとは何か、改めて考えさせられる作品」だと評している。『このマンガがすごい!』は、「なんとも不思議な魅力を持つ男が紡ぐ、新しいヒューマンドラマだ」と評している。
「次にくるマンガ大賞 2024」コミックス部門では17位に選出された。「このマンガがすごい!2025」オトコ編では5位に選出された。「全国書店員が選んだおすすめコミック2025」では9位に選出された。「マンガ大賞2025」では2位に選出された。

## 書誌情報
- 鍋倉夫『路傍のフジイ』小学館〈ビッグコミックス〉、既刊4巻（2025年2月28日現在）
  1. 2023年10月30日発売[10]、ISBN 978-4-09-862542-0
  2. 2024年2月29日発売[11]、ISBN 978-4-09-862708-0
  3. 2024年8月30日発売[12]、ISBN 978-4-09-863020-2
  4. 2025年2月28日発売[13]、ISBN 978-4-09-863203-9